# یواس‌اس ال‌اس‌تی-۹۹۵
یواس‌اس ال‌اس‌تی-۹۹۵ (به انگلیسی: USS LST-995) یک کشتی است که طول آن ۳۲۸ فوت (۱۰۰ متر) می‌باشد. این کشتی در سال ۱۹۴۴ ساخته شد.